# Волфганг фон Брауншвайг-Грубенхаген
Волфганг (на немски: Wolfgang von Braunschweig-Grubenhagen; * 6 април 1531, Херцберг; † 14 май 1595, Херцберг) от фамилията на Велфи (Стар Дом Брауншвайг), е херцог на Брауншвайг-Люнебург‎ и княз в Княжество Грубенхаген от 1567 до 1595 г.

## Живот
Той е син на херцог Филип I фон Брауншвайг-Грубенхаген (1476 – 1551) и втората му съпруга Катерина фон Катерина фон Мансфелд-Фордерорт (1501 – 1535), най-възрастната дъщеря на граф Ернст II фон Мансфелд-Фордерорт (1479 – 1531) и съпругата му Барбара фон Кверфурт.
Волфганг наследява през 1567 г. умрелия си по-голям брат Ернст III (1518 – 1567). През 1570 г. се жени за Доротея фон Саксония-Лауенбург (1543 – 1586), дъщеря на херцог Франц I фон Саксония-Лауенбург и първата му съпруга Сибила Саксонска от род Албертини. Бракът е бездетен.
След смъртта на Волфганг през 1595 г. го наследява най-малкият му брат Филип II (1533 – 1596). Волфганг е погребан в църквата „Св. Гилес“ в Остероде ам Харц. Със смъртта на Филип II без мъжки наследник през 1596 г. измира линията Грубенхаген на Велфите.